# Kolymbia
Kolymbia (griechisch Κολύμπια (n. pl.)) ist ein Dorf des Gemeindebezirks Afandou an der Ostküste der griechischen Insel Rhodos. In den 1930er Jahren während der italienischen Besatzung als ländliche Mustersiedlung San Benedetto gegründet, erhielt es 1961 seinen heutigen Namen und entwickelte sich seit den 1980er Jahren zunehmend zu einem Ferienort.

## Lage
Kolymbia ist an der Ostküste von Rhodos am nördlichen Ende der Bucht von Archangelos (Όρμος Αρχαγγέλου) auf etwa 20 Meter über dem Meer gelegen. Der Trockenbach Loutanis (Ρέμα Λουτάνης) verläuft unmittelbar nördlich der Besiedelung. Südlich und westlich bildet Bergland die natürliche Grenze zum Nachbarort Archangelos. Die Nationalstraße 95 begrenzt den Ort im Westen.

## Geschichte

### Frühzeit
Aus der direkten Umgebung Kolymbias sind vom Unterlauf und dem Mündungsbereich des Loutanis mehrere jungsteinzeitliche Fundstellen bekannt. Die Bodenqualität erscheint für die dauerhafte landwirtschaftliche Nutzung ungeeignet gewesen zu sein. Möglicherweise führten veränderte Umweltbedingungen die prähistorische Gemeinschaft zum Verlassen der Standorte. Typische Artefakte an allen Fundorten sind überwiegend grobe, unglasierte Keramik, Steinwerkzeuge und in einem Fall Obsidianfragmente. Der Obsidian der einfach gearbeiteten Klingen und der Abschläge stammt überwiegend von der Kykladeninsel Milos aber auch von Nisyros. Bemerkenswert ist der Fund einer kleinen Steinaxt, derartige Werkzeuge sind auf Rhodos und den umliegenden Inseln sehr selten. Eine Tephraschicht der Minoischen Eruption enthielt Keramikscherben aus mykenischer Zeit.

### Antike
In hellenistischer Zeit befand sich am nordwestlichen Fuß des Hügels von Tsambika ein Gräberfeld, weitere kleinere Bestattungen gab es im Küstenbereich. Die Existenz einer Siedlung in der Küstenregion, insbesondere südöstlich der kleinen Halbinsel, zeigt sich durch die hohe Funddichte von Keramik. In Strandnähe auf der Nordseite der Flussmündung wurden Gebäudereste einer Niederlassung aus römischer Zeit nachgewiesen.

### Frühbyzantinische Basilika
Aus frühbyzantinischer Zeit sind Fundament, Mauerreste und Mosaikböden einer dreischiffigen Basilika erhalten. An der Westseite der Kirche befanden sich als Anbauten eine kreuzförmige Taufpiscina und ein Diakonikon. Die Mosaikböden zeigen verschiedenartige geometrische Muster, Kreuze, Sterne, auch florale Elemente mit Ranken, Efeublättern, kelchförmige Blüten sowie Tierdarstellungen mit Fischen und Pfauen. Aufgrund der Architekturform, der Anbauten und der Qualität der Mosaikarbeiten wird die Basilika an den Beginn des 6. Jahrhunderts datiert. Möglicherweise existierte ein antiker Vorgängerbau.

### 20. Jahrhundert
Zu Beginn der 1930er Jahre wurden während der italienischen Besatzung auf Rhodos vier ländliche Siedlungen gegründet. Das landwirtschaftliche Unternehmen „Campo Savona“ in der Nähe des Dorfes Trianda war ab 1933 auf Gemüse- und Obstanbau spezialisiert. Nachdem die Grundstückseigentümer der im Inselosten gelegenen Dörfer Afandou und Archangelos enteignet worden waren, folgte die Verlegung unter dem Namen Savona in die Küstenebene am Unterlauf des Loutanis in ein als Colibi oder Colimbi bezeichnetes Gebiet. Das landwirtschaftliche Unternehmen hieß „Azienda di San Benedetto“. Die Errichtung und der Betrieb der Siedlung zielten darauf ab, die weitere Umgebung wirtschaftlich zu kontrollieren. Für die einheimische Bevölkerung hatte der Verlust ihrer Lebensgrundlage Verarmung und Abwanderung zur Folge.
Planung und Bau der Siedlung begannen 1936 unter der Leitung von Armando Bernabiti und Rodolfo Petracco, die eine tragende Rolle der italienischen Architektur auf den Dodekanes-Inseln innehatten. Am 24. Juli 1938 erhielt die neue Siedlung per Regierungsdekret offiziell den Namen San Benedetto. Etwa ein Drittel der Fläche San Benedettos war für die Schafhaltung vorgesehen. Die ausgedehnten alten Olivenbestände sowie die Rebflächen wurden durch Neuanlagen erweitert und zusätzlich Aprikosen- und Zitruskulturen angelegt. Zur Sicherstellung der Wasserversorgung für die landwirtschaftlichen Kulturen wurde ein Bewässerungssystem geschaffen, dazu an mehreren Stellen Stauanlagen errichtet. Das Quellwasser der Epta Piges wurde durch einen Tunnel einem Stausee zugeführt, in einen offenen Kanal von über sechs Kilometern Länge eingespeist und in den Ort geleitet. Die Verteilung in der Siedlung erfolgte durch ein Kanalnetz, zur Bevorratung wurden Wasserbehälter gebaut.

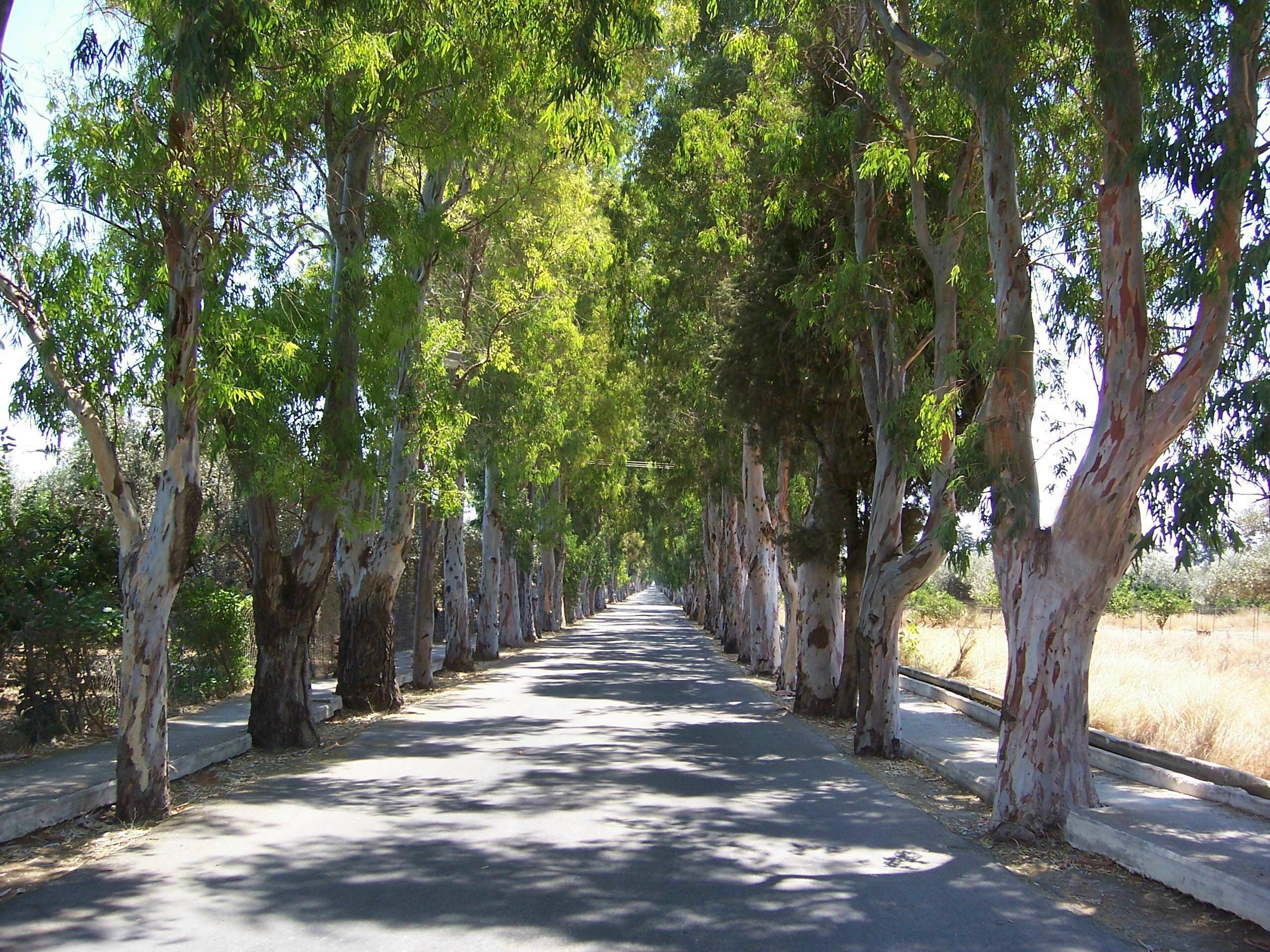
Die Eukalyptusallee von Kolymbia

Für die ländlichen Mustersiedlungen ist ein zentrales Bauensemble mit den öffentlichen Nutzungen charakteristisch. Die denkmalgeschützte Gesamtanlage mit U-förmigem Grundriss ist in Nord-Süd-Richtung ausgerichtet und öffnet sich mit einem Platz westwärts zur Hauptstraße der Insel. Sie beherbergte einen Komplex mit Rathaus, das Parteibüro der Nationalen Faschistischen Partei Italiens, eine Schule, eine Arztpraxis mit Apotheke, Geschäfte, eine Bäckerei und eine Taverne sowie an der Südseite die Kirche mit Pfarrhaus. Ostwärts in Richtung Meer führt eine von Eukalyptusbäumen gesäumte Allee mit einer Länge von etwa 2 Kilometern, die von einem Bewässerungskanal begleitet wird. Das Straßen- und Wegenetz wurde rechtwinklig mit einem überwiegend regelmäßigen Raster von etwa 250 Meter auf 200 Metern angelegt und 50 ein- oder zweigeschossigen Bauernhäuser mit Nebengebäuden für die neuen Bewohner aus der Toskana und aus Sardinien errichtet.
Nach dem Ende des Zweiten Weltkriegs und dem Anschluss der Dodekanes-Inseln an Griechenland wurde die katholische Kirche San Benedetto in die orthodoxe Kirche Agios Tryfonas umgewidmet. Die Siedlung San Benedetto erhielt durch Ministerialentschluss mit Veröffentlichung der Zensus-Daten 1961 den Namen Kolymbia. Der zentrale Gebäudekomplex erhielt an der Ostseite einen Erweiterungsbau. Er wechselte mehrfach die Nutzung und diente ab 1952 als Unterkunft von älteren, ausländischen Flüchtlingen, danach als Sanatorium für Waisenkinder mit Lungentuberkulose, später als Einrichtung für chronisch Erkrankte und schließlich seit 1996 als Zentrum für körperliche und soziale Rehabilitation (Κέντρο Αποθεραπείας Φυσικής και Κοινωνικής Αποκατάστασης Ρόδου (Κ.Α.Φ.Κ.Α.)).
Die Bauernhäuser wurden an sozial schwache oder Großfamilien aus Afandou und Archangelos übergeben. Später haben einige Häuser erhebliche Veränderungen erfahren, teilweise herrscht Leerstand.
Einwohnerentwicklung von Kolymbia
| 1947 | 1961 | 1971 | 1981 | 1991 | 2001 | 2011 |
| ---- | ---- | ---- | ---- | ---- | ---- | ---- |
| 62   | 224  | 209  | 202  | 317  | 439  | 257  |

## Verkehr und Tourismus

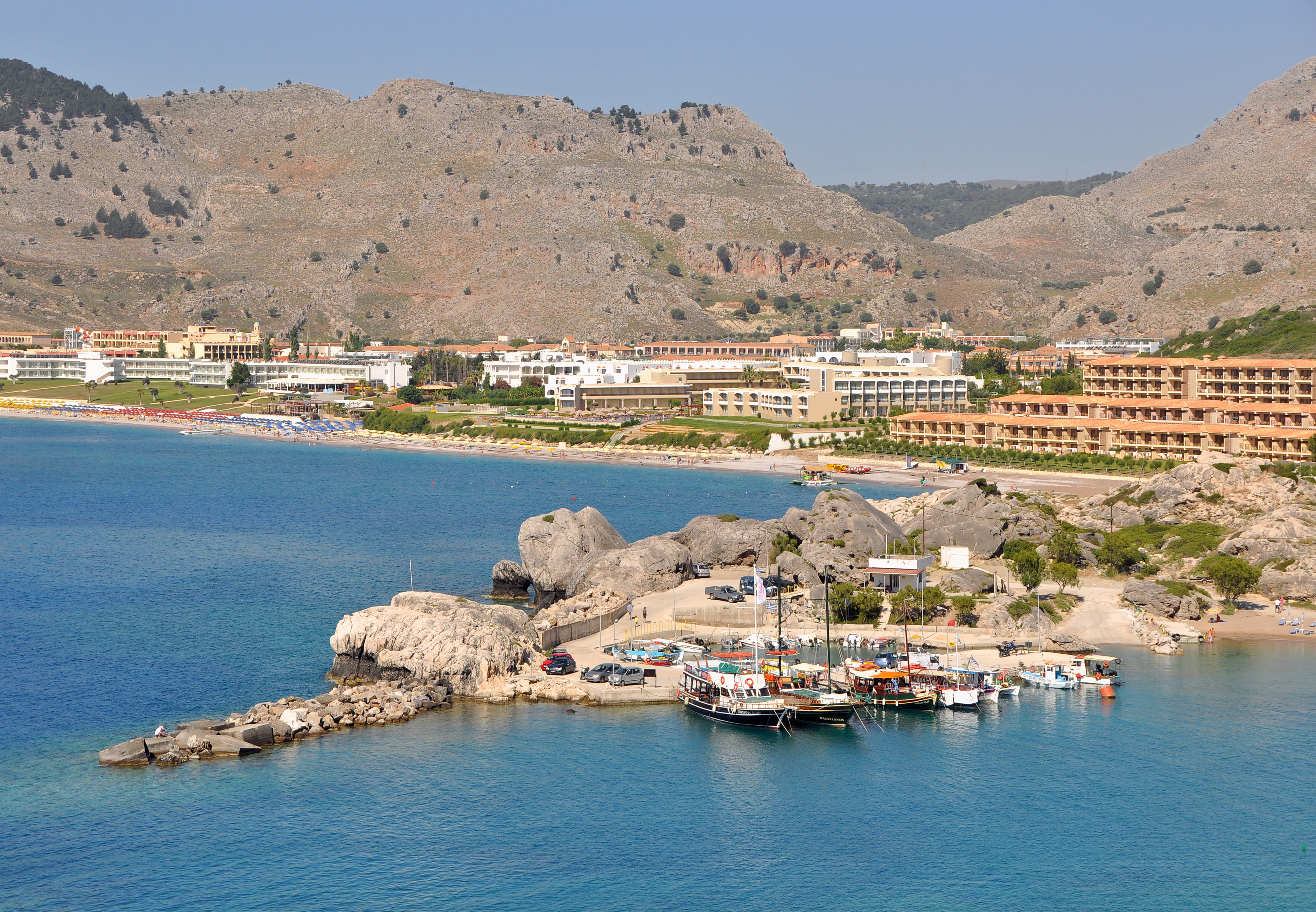
Hotelanlagen mit Strand

Die Nationalstraße 95 verläuft am westlich Ortsrand von Kolymbia zwischen der Stadt Rhodos und Lindos. Der Abzweig ins Dorf liegt etwa an der Mitte, von denen Kolymbia jeweils etwa 25 Kilometer entfernt ist. Afandou liegt etwa fünf Kilometer nördlich.
Die regionale Busgesellschaft KTEL bedient die täglichen Verbindungen in die Stadt Rhodos sowie in Richtung Lindos.
Seit den 1980er Jahren entwickelte sich Kolymbia zunehmend zu einem Ferienort. Besonders die küstennahen Lagen im südlichen Siedlungsbereich wurden zu Hotelanlagen umgewandelt. Die Betreiber haben ihr Angebot vermehrt auf All inclusive umgestellt. Kolymbia verfügt über zwei ortsnahe Badestrände die seit Beginn der 1990er Jahre als Badegewässer ausgewiesen und regelmäßig nach der EG-Badegewässerrichtlinie überprüft werden. Ihre Wasserqualität wurde seit 2014 immer mit ausgezeichnet bewertet. Der Strand von Kolymbia (Παραλία Κολύμπια Paralía Kolýmbia) befindet sich direkt beim Ort. Unmittelbar nördlich vom Dorf an der Mündung des Loutanis in die Bucht von Afandou (Όρμος Αφάντου) ist der Strand Afandou-Kolymbia (Παραλία Αφάντου-Κολύμπια Paralía Afándou-Kolýmbia) gelegen.